# الکسی یکم
الکسی یکم (به انگلیسی: Alexis I، به روسی: Алексей Михайлович) (۱۹ مارس ۱۶۲۹ – ۹ فوریه ۱۶۷۶) که در منابع غربی با نام الکسیس هم شناخته می‌شود، فرزند میخائیل یکم و تزار تمام روسیه از سال ۱۶۴۵ تا ۱۶۷۶ میلادی بود که بر روسیه تزاری حکومت کرد. او یکی از مهم‌ترین و تأثیرگذارترین تزارهای تاریخ‌ روسیه بود و دوران سلطنتش، آغاز عصر غرب‌گرایی در روسیه تلقی می‌شود. او پدر پتر کبیر بود.
سلطنت تزار الکسی یکم در تاریخ روسیه، ازجمله با تصویب قوانین کلیسایی جدید، اصلاحات مذهبی به رهبری پاتریارک نیکون و الحاق مجدد اوکراین امروزی شناخته می‌شود. با وجود موفقیت در روابط خارجی، دوره سلطنت او شاهد چندین تنش و جنگ با ایران صفوی، مشترک‌المنافع لهستان-لیتوانی و امپراتوری سوئد و همچنین آشوب‌های داخلی مانند شورش نمک در مسکو و شورش کازاک‌ها به رهبری استپان رازین در جنوب روسیه بود.

## تولد و اوایل زندگی
الکسی به عنوان پسر تزار میخائیل یکم و اودوکسیا استرشنوا، در ۲۹ مارس [سبک قدیمی: ۱۹ مارس] ۱۶۲۹ در مسکو به دنیا آمد. تزارویچ جوان در ۱۶ سالگی و پس از مرگ پدرش در ۱۲ ژوئیه ۱۶۴۵ به سلطنت رسید. در ماه اوت، مادر الکسی نیز درگذشت. او پس از زیارت در صومعه سرگییف پوساد، در ۲۸ سپتامبر ۱۶۴۵ در کلیسای جامع رستاخیز به عنوان تزار روسیه تاج‌گذاری کرد. عنوان سلطنتی کامل الکسی چنین بود:
«به فضل خداوند، ما حاکم بزرگ، تزار و شاهزادهٔ بزرگ الکسی میخایلوویچ، اتوکراتور تمام روسیه بزرگ، کوچک و سفید، مسکو، کی‌یف، ولادیمیر و نووگورود؛ تزار قازان، تزار آستاراخان، تزار سیبری؛ حاکم پسکوف و شاهزادهٔ بزرگ تور، یوگورسک، پرم، ویاتکا، بلغار و غیره؛ حاکم و شاهزادهٔ بزرگ نووگورود پایین، چرنیگوف، ریازان، روستوف، یاروسلاول، بلوزرو، اودوریا، اوبدوریا، کوندیا و فرمانروای همهٔ کشورهای شمالی؛ فرمانروای سرزمین‌های ایوریا؛ تزار کارتلی و گرجستان، سرزمین‌های کاباردی، شاهزادگان چرکاسی و کوهستانی و بسیاری دیگر از ایالت‌ها و سرزمین‌های شرق و غرب، و شمال از پدر و پدربزرگ، وارث و حاکم و صاحب هستیم.»
الکسی پیش از تزار شدن، آموزش ابتدایی خود را از استادش بوریس موروزوف دریافت کرد. او از موروزوف حمایت می‌کرد که در ابتدا مدیریت دولت را به دست گرفت. موزوروف یک بویار زیرک با ذهنی پذیرای افکار غربی بود. او یک سیاست خارجی مسالمت‌آمیز را دنبال کرد و آتش بس را با کشورهای مشترک‌المنافع لهستان-لیتوانی تضمین کرد و با دقت از عوارض امپراتوری‌ عثمانی جلوگیری کرد. سیاست داخلی او محدود کردن امتیازات بازرگانان خارجی و لغو دفاتر بیهوده و گران دربار بود.

## سلطنت

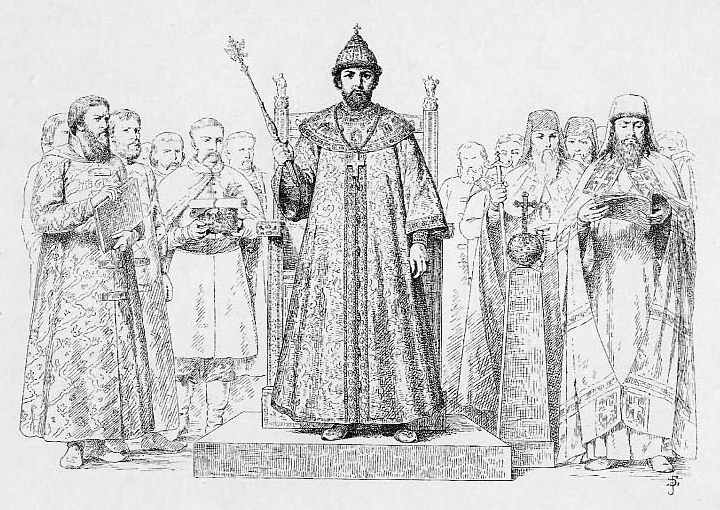
نگاره‌ای از الکسی یکم و بارگاهش

الکسی به بوریس موروزوف این قدرت را داد تا اصلاحاتی در کاهش تنش‌های اجتماعی انجام دهد. با این حال معیار او برای سه برابر کردن بار مالیاتی (او دستور مطالبه معوقات دو سال قبل از ۱۶۴۸ را نیز داد) موجب تشدید نارضایتی‌های مردمی شد. موروزوف به عنوان یک بویار فاسد و خودخواه در نظر گرفته می‌شد و متهم به جادوگری نیز بود. در ماه مه ۱۶۴۸، اهالی مسکو علیه جناح او در شورش نمک قیام کردند و تزار جوان مجبور شد آن جناح را برکنار و موروزوف را نیز به صومعه کیریلو-بلوزرسکی تبعید کند. نارضایتی‌های مردمی که توسط شورش نشان داده شد، تا حدی به دلیل صدور یک قانون جامع کلیسایی جدید توسط الکسی، یعنی سوبورنویه اولوژنیه در سال ۱۶۴۹ بود که جایگزین قوانین سابق ایوان مخوف شدند. قوانینی که تزار الکسی تصویب کرد تا سده نوزدهم در روسیه پابرجا ماند. 

### اصلاحات نظامی

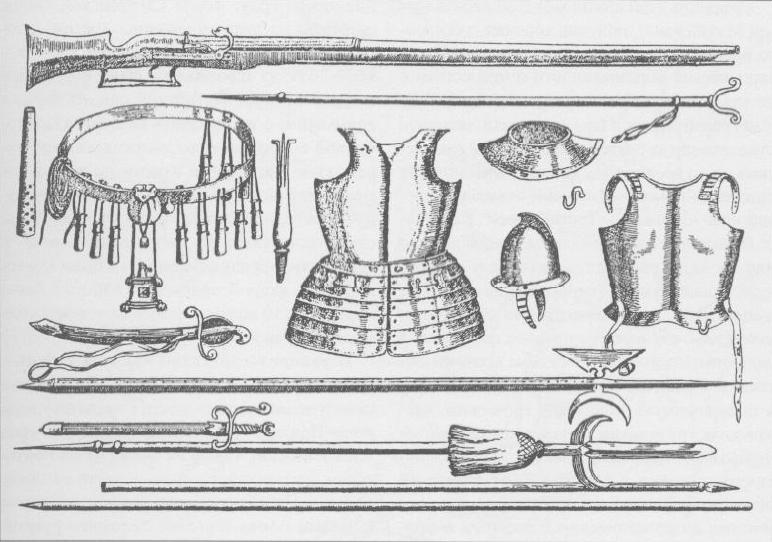
نگاره‌ای از آلات جنگی هنگ‌های نظام جدید

الکسی در سال ۱۶۴۸ با استفاده از تجربه ایجاد هنگ‌های نظام خارجی در دوران سلطنت پدرش، اصلاحات خود را در ارتش آغاز کرد. جهت اصلی اصلاحات او، ایجاد انبوه هنگ‌های نظام جدید شامل: رایترها، دراگون‌ها و هوسارها بود. این هنگ‌ها ستون فقرات ارتش جدید تزار الکسی را تشکیل دادند. برای تحقق اهداف اصلاحی، شمار زیادی از متخصصان نظامی اروپایی به عنوان مستشار استخدام شدند. این امر ازجمله به دلیل پایان جنگ سی ساله ممکن شد، که مازاد عظیمی از متخصصان نظامی را در اروپا ایجاد کرده بود.

### جنگ‌ها

#### ستیز با ایران صفوی
در سال ۱۶۵۱، نیروهای صفوی به استحکامات روسیه در قفقاز شمالی حمله کردند. علت آن ایجاد یک پادگان روسی در رودخانه سولاک و همچنین ساخت چندین قلعه جدید، به ویژه قلعه‌ای بود که در سمت ایرانی رود ترک ساخته شده بود. حمله موفقیت‌آمیز صفویان منجر به تخریب قلعه روسیه و اخراج پادگان آن شد. در سال ۱۶۵۳، الکسی که ابتدا در فکر فرستادن کازاک‌های زاپوروژی و ادامه دادن به تخاصم بود، سرانجام تصمیم گرفت فرستادگانی را برای حل و فصل مسالمت‌آمیز مناقشه روانه ایران کند. در اوت ۱۶۵۳، دو تن از دولتمردان روس از آستاراخان به اصفهان سفر کردند. شاه عباس دوم با بیان اینکه درگیری بدون رضایت او آغاز شده بود، با حل و فصل مناقشه موافقت کرد.

#### جنگ با لهستان و سوئد

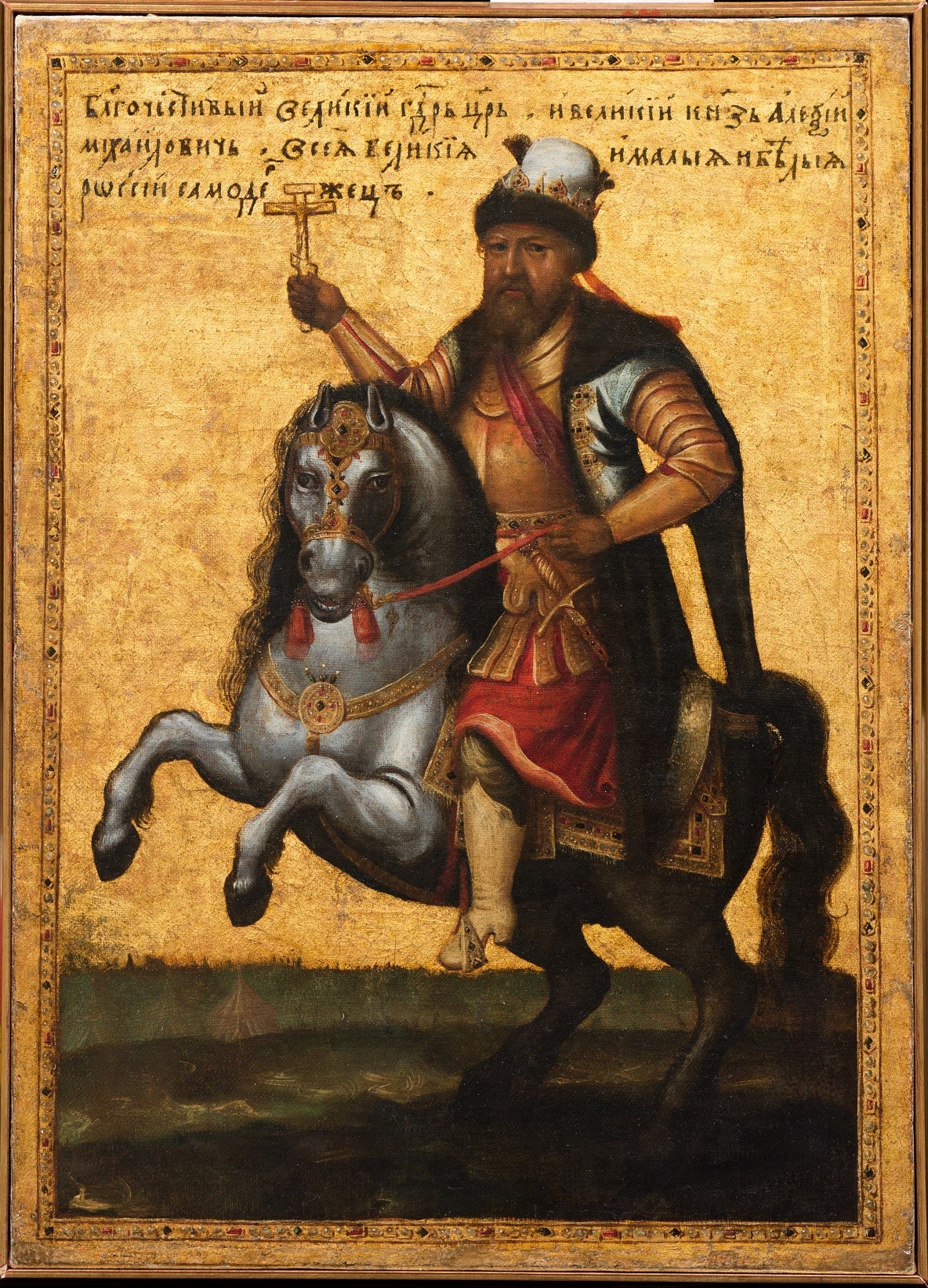
نگاره‌ای از تزار الکسی سوار بر اسب

در سال ۱۶۵۳، ضعف و بی‌ثباتی لهستان که به تازگی از قیام خملنیتسکی پدید آمده بود، الکسی را برای الحاق سرزمین‌های قدیمی روسیه تشویق کرد. در ۱ اکتبر ۱۶۵۳ یک مجلس ملی در مسکو تشکیل شد تا مناسب بودن جنگ را تأیید کند و تدارکات لازم آن را تامین کند. در آوریل ۱۶۵۴ ارتش روسیه توسط پاتریارک نیکون تبرک و راهی شد. لشکرکشی اولیه روسی، یک پیروزی کامل با دستاوردهای بی‌وقفه بود و تعداد زیادی شهر از جمله قلعه مهم اسمولنسک به دست روس‌ها افتاد. هتمان اوکراینی بوگدان خملنیتسکی از تزار الکسی درخواست کرد تا از لهستانی‌ها محافظت کند و معاهده پریاسلاو باعث تسلط روسیه بر هتمانات کازاک در کرانه چپ اوکراین امروزی شد.
در تابستان ۱۶۵۵، تهاجم ناگهانی کارل دهم گوستاو امپراتور سوئد، برای مدت کوتاهی دولت لهستان را از میان برد که آن وضعیت در تاریخ این کشور با نام سیل معروف شد. روس‌ها بی‌تفاوت و به سرعت، تقریباً هر چیزی را که تا آن زمان توسط سوئدی‌ها اشغال نشده بود، تصرف کردند. زمانی که لهستانی‌ها پیشنهاد مذاکره دادند، کل دوک‌نشین لیتوانی از کم‌ترین خواسته‌های تزار الکسی بود. با این حال، الکسی و امپراتور سوئد بر سر تقسیم تصرفات با هم به نزاع برخاستند و در پایان ماه مه ۱۶۵۶، با تشویق امپراتور هابسبورگ و دیگر دشمنان سوئد، الکسی به سوئد اعلان جنگ داد.
روسیه از جنگ با سوئد انتظار دستاوردهای بزرگی داشت؛ اما چیزی از آن حاصل نشد. در این میان، لهستان که تا آن زمان فرصتی برای بهبود خود یافته بود، به دشمنی بسیار خطرناک‌تر از سوئد تبدیل شد. از آنجایی که جنگ با هر دو کشور به‌طور هم‌زمان غیرممکن بود، تزار تصمیم گرفت ابتدا خود را از شر سوئدی‌ها خلاص کند. در صلح کاردیس در ۲ ژوئیه ۱۶۶۱، روسیه تزاری تمام فتوحات خود در لهستان را پس گرفت. جنگ لهستان شش سال بیشتر به درازا کشید و سپس با آتش بس آندروسوو در ۱۱ فوریه ۱۶۶۷، اسماً پس از سیزده سال به پایان رسید. طبق این آتش بس، پولوتسک و لیوونیای لهستانی به لهستان بازگردانده شدند، اما شهرهای مهم‌تر اسمولنسک و کی‌یف به همراه کل ساحل شرقی رودخانه دنیپر در قلمرو روسیه باقی ماندند. این آتش بس دستاورد آفاناسی نشچوکین، نخستین صدراعظم و دیپلمات روس به معنای نوین بود که پس از عزل نیکون، وزیر ارشد تزار شد. تا اینکه در سال ۱۶۷۰، آرتامون ماتویف که به همان اندازه توانا بود، جانشین او شد و تأثیر مفید وی تا پایان سلطنت الکسی در روسیه غالب بود.

### شورش‌ها

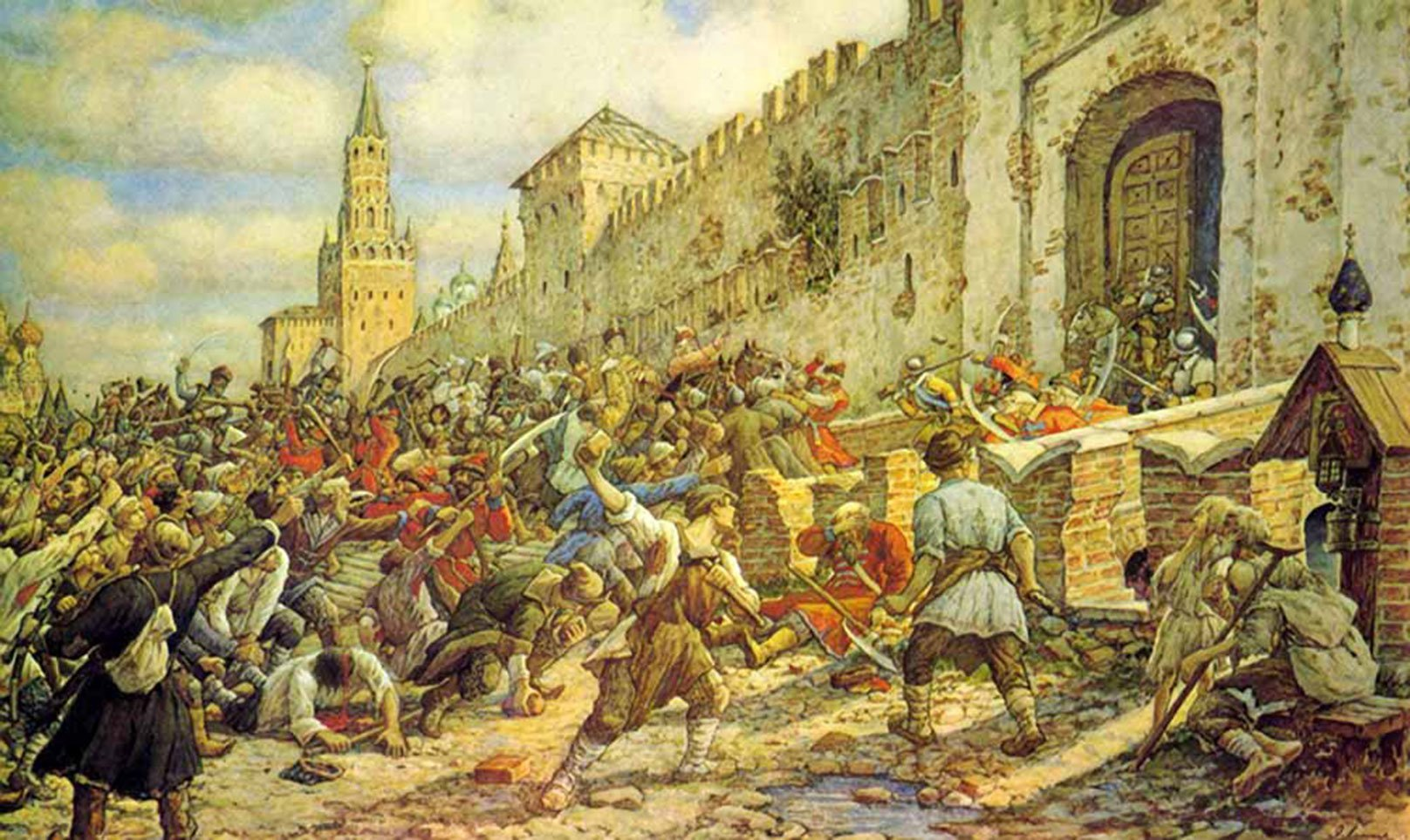
نگارهٔ از «شورش نمک در مسکو» اثر ارنست لیسنر در ۱۹۳۸م

الکسی در طول سلطنت خود با شورش‌های فراوانی در سراسر روسیه روبه‌رو شد. پس از حل و فصل شورش نمک (۱۶۴۸)، الکسی در سال ۱۶۵۰ با شورش‌هایی در شهرهای اسکوف و نووگورود بزرگ مواجه گشت. او به سرعت شورش نووگورود را سرکوب کرد؛ اما نتوانست اسکوف را تحت سلطه خود درآورد و مجبور شد در ازای تسلیم شدن، به شهر قول عفو بدهد. در دهه ۱۶۶۰، جنگ‌های الکسی با لهستان و سوئد فشار فزاینده‌ای را بر اقتصاد و دارایی‌های عمومی روسیه وارد کرد. در پاسخ، دولت الکسی در سال ۱۶۵۴ به ضرب شمار زیادی سکه مسی برای افزایش درآمد دولت پرداخت که منجر به کاهش ارزش روبل‌ و یک بحران مالی شدید در آن کشور شد. در نتیجه، ساکنان خشمگین مسکو در شورش مس (۱۶۶۲) معترض شدند که آن مورد نیز با خشونت سرکوب شد.
در سال ۱۶۶۹، کازاک‌ها نیز در امتداد رود دون در جنوب روسیه شورش کردند. این شورش توسط استپان رازین، یک کازاک دن ناراضی که پایانه روسی آستاراخان را تصرف کرده بود، رهبری شد. از سال ۱۶۷۰ تا ۱۶۷۱، رازین چندین شهر را در امتداد رودخانه ولگا تصرف کرد. رازین به کرانه‌های شمالی ایران و برخی شهرهای مازندران و گیلان نیز تاخت ولی پس از اخراج توسط شاه سلیمان یکم که به درگیری بین کازاک‌ها و سواره‌نظام شاه انجامید، از ایران گریخت. اسپان رازین پس از درگیری‌های پیاپی در نهایت از نیروهای دولتی روسیه شکست خورد و در ژوئن ۱۶۷۱ در مسکو گردن زده شد.

### اصلاحات دینی

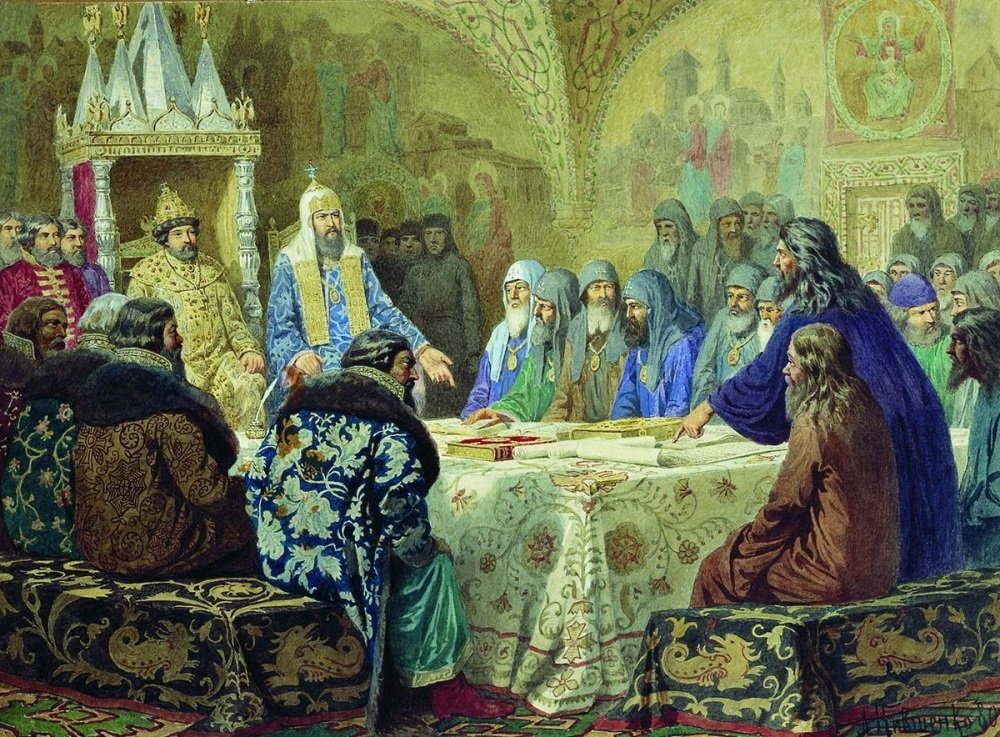
نگاره «پاتریارک نیکون در حال تجدید نظر در کتاب‌های دینی» اثر الکسی کیوشنکو

یکی از رویدادهای قابل توجه در سلطنت الکسی، انشقاق در کلیسای ارتدکس روسیه بود. در سال ۱۶۵۳، پاتریارک نیکون دست به مجموعه اصلاحاتی زد که هدف آنها مطابقت دادن آثار و رسوم کلیسای ارتدکس روسیه با همتای یونانی خود بود. مهم‌تر از همه، کلیسا شروع به استفاده از نماد سه انگشت به جای دو انگشت در نمایش علامت صلیب کرد. این امر منجر به مخالفت‌های قابل توجهی در میان جامعه کلیسایی شد. با این وجود، الکسی تا سال ۱۶۵۸ که روابطش با نیکون به سردی گرایید، به حمایت از او ادامه داد. در نهایت الکسی شورایی را تشکیل داد که با عزل نیکون موافقت کرد و همچنین تصمیم گرفت همه کسانی را که مخالف اصلاحات کلیسا بودند تکفیر کند. آن مخالفان رسماً از کلیسای ارتدکس روسیه جدا شدند و باورمندان کهن را تشکیل دادند. در سراسر روسیه، باورمندان کهن به شدت مورد آزار و اذیت قرار گرفتند. یکی از آنها آواکوم بود که زن و فرزندانش را زنده به گور کردند و خودش نیز تبعید شد.

## ظاهر و رفتار

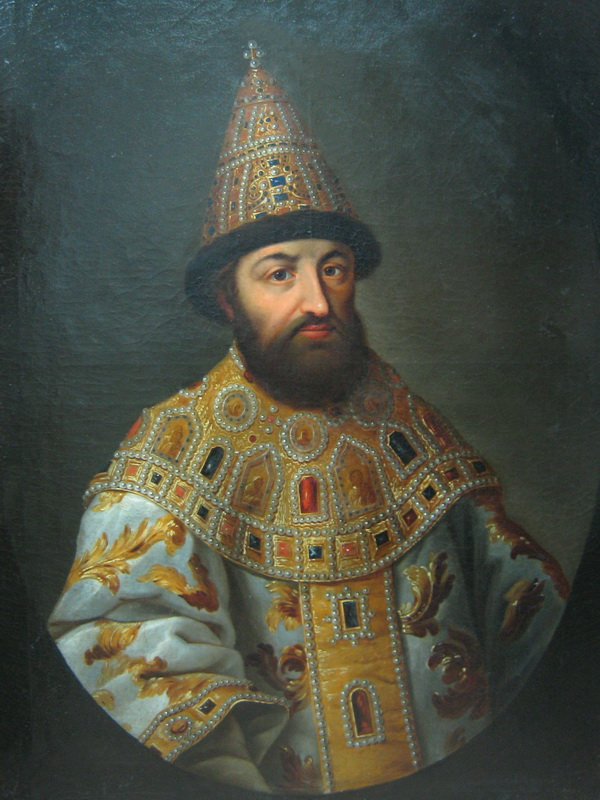
یک پرتره از تزار الکسی یکم

در سال ۱۶۶۶، پزشک انگلیسی الکسی یعنی ساموئل کالینز، او را در ۳۷ سالگی‌اش چنین توصیف کرد: «... چهره‌اش سالم، موهایش قهوه‌ای روشن و ریش‌هایش کوتاه نشده است. او قد بلند و چاق اما با هیبتی باشکوه، خشن در حین خشم، سخاوتمند و خیرخواه است.» تقریباً تمام منابع متفق‌القول هستند که الکسی یک فرمانروای ملایم، خونگرم و محبوب بود. عیب اصلی او سستی‌اش بود. در بیشتر دوران سلطنت وی، امور ایالتی توسط محبوبان دربار انجام می‌شد که برخی از آنها ناتوان یا حتی آشکارا احمق بودند.
به گفتهٔ تاریخ‌نگار روس سرگئی میخائیلوویچ سولوویف: «بدون شک، الکسی میخائیلوویچ جذاب‌ترین پدیده‌ای بود که تا آن زمان بر تاج و تخت تزارهای مسکووی دیده شده بود. حتی خارجی‌هایی که الکسی را می‌شناختند نتوانستند جذابیت ذاتی و طبیعت انسانی و خیرخواه او را نادیده بگیرند. این ویژگی‌های شخصیتی با شدت بیشتری آشکار شد و توجه و ستایش افزون‌تری را در آن زمان به خود جلب کرد.»
تزار الکسی یکی از تحصیل‌کرده‌ترین روس‌های زمان خود بود؛ او در خوانش انواع اسناد تبحر داشت و بسیاری از احکام را شخصاً نوشت و ویرایش کرد. وی همچنین نخستین تزار روسیه بود که شخصاً فرامین را امضا کرد. او مستقیماً در بسیاری از مبارزات نظامی شرکت داشت، مذاکرات سیاست خارجی را رهبری می‌کرد و کنترل فعالیت‌های سفرای روسیه را افزایش داد. شماری از آثار ادبی کهن روسی به او نسبت داده شده است؛ ازجمله پیام به سولوکی و داستان مرگ پدرسالار جوزف و غیره، که در روسیه شهرتی دارند.

## همسران و فرزندان

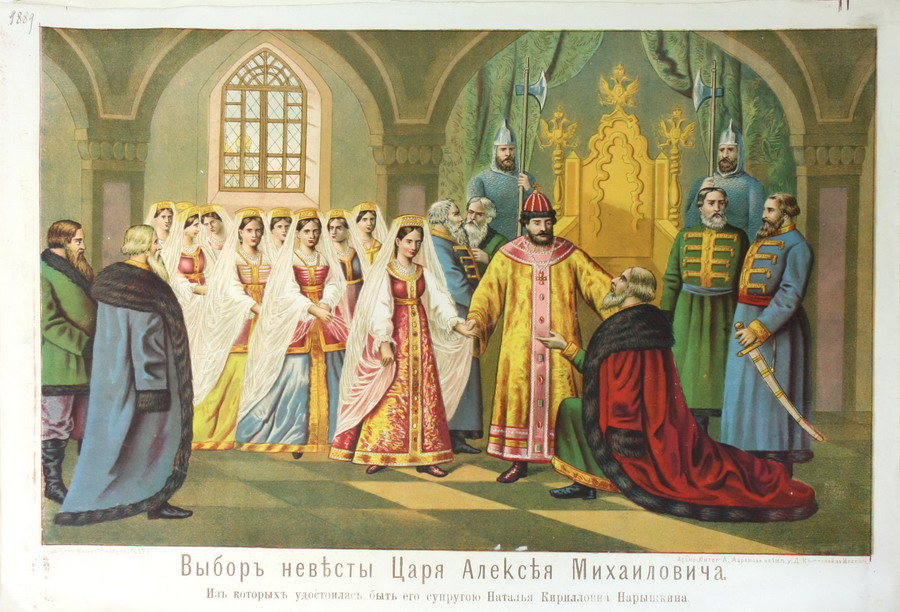
نگاره‌ای از عروس‌نشان تزار الکسی و برگزیدن ناتالیا ناریشکینا

در ۲۶ ژانویه ۱۶۴۸، بوریس موروزوف ازدواج تزار الکسی با ماریا میلوسلاوسکایا را ترتیب داد و ده روز بعد خود هم با خواهر ماریا، به نام آنا میلوسلاوسکایا ازدواج کرد. الکسی و ماریا در ۲۱ سال زندگی مشترک خود، صاحب ۱۳ فرزند (پنج پسر و هشت دختر) شدند و ماریا تنها چند هفته پس از سیزدهمین زایمانش درگذشت. چهار پسر او از کودکی جان سالم به در بردند (الکسی، فئودور، سمیون و ایوان)؛ اما در عرض شش ماه پس از مرگ او، دو تن از آنها هم درگذشتند. ازجمله تزارویچ الکسی که وارث ۱۵ سالهٔ تاج و تخت در نظر گرفته می‌شد. الکسی در کنار حمایت مردم روسیه و اگرچه نه از سوی خاندان ماریا، تصمیم به ازدواج مجدد گرفت؛ به این امید که صاحب وارثان توانمند بیشتری شود. با این هدف، او در اوایل سال ۱۶۷۰ یک عروس‌نشان از زنانی که واجد شرایط ازدواج بودند ترتیب داد که در جریان آن ناتالیا ناریشکینا، دختر کیریل ناریشکین را به همسری برگزید و آنها در ۱ فوریه ۱۶۷۱ با هم ازدواج کردند. الکسی و ناتالیا تا ۵ سال بعد (که الکسی درگذشت) با آرامش زندگی کردند.
نام و مشخصات فرزندان تزار الکسی به شرح زیر است:
از ماریا میلوسلاوسکایا
- دیمیتری آلکسیوویچ (۱۶۴۸–۱۶۴۹): نخستین ولیعهد (تزارویچ) الکسی بود که در نوزادی درگذشت.
- یودوکیا آلکسیونا (۱۶۵۰–۱۷۱۲)
- مارفا آلکسیونا (۱۶۵۲–۱۷۱۷)
- الکسی آلکسیوویچ (۱۶۵۴–۱۶۷۰): دومین ولیعهد الکسی بود که در سن ۱۵ سالگی و بدون ازدواج درگذشت.
- آنا آلکسیونا (۲۳ ژانویه ۱۶۵۵–۸ مه ۱۶۵۹)
- سوفیا آلکسیونا (۱۶۵۷–۱۷۰۴): بزرگ‌ترین دختر الکسی از ماریا بود. او پس از شورش استرلتسی‌ها برادرانش ایوان و پتر را مشترکاً به تخت نشاند و خود به مدت ۷ سال از ۱۶۸۲ تا ۱۶۸۹، به نیابت از آنها به روسیه حکومت کرد. او هرگز ازدواج نکرد و بدون فرزندی در تبعید درگذشت.
- اکاترینا آلکسیونا (۱۶۵۸–۱۷۱۸)
- ماریا آلکسیونا (۱۶۶۰–۱۷۲۳)
- فیودور سوم (۱۶۶۱–۱۶۸۲): بزرگ‌ترین پسر الکسی از ماریا که زنده ماند و جانشین وی شد. او از سال تا ۱۶۸۲ حکومت کرد و بدون فرزندی درگذشت. مرگ او موجب ایجاد یک بحران جانشینی شد.
- فئودوسیا آلکسیونا (۱۶۶۲–۱۷۱۳)
- سیمئون آلکسیوویچ (۱۶۶۵–۱۶۶۹): در نوزادی درگذشت.
- ایوان پنجم (۱۶۶۶–۱۶۹۶): دومین پسر الکسی از ماریا که زنده ماند. او به همراه برادر ناتنی کوچک‌ترش پیتر به‌طور مشترک تزار شد. او همچنین پدر امپراتریس آنا بود که از سال ۱۷۳۰ تا ۱۷۴۰ بر امپراتوری روسیه حکومت کرد.
- یودوکیا آلکسیونا (۱۶۶۹–۱۶۶۹)

از ناتالیا ناریشکینا
- پیتر آلکسیوویچ (۹ ژوئن [سبک قدیمی: ۳۰ مه] ۱۶۷۲ – ۸ فوریه [سبک قدیمی: ۲۸ ژانویه] ۱۷۲۵): نخستین فرزند و تنها پسر الکسی از ناتالیا که در سال ۱۶۸۲ تزار شد و بعد‌ها به عنوان پتر کبیر، امپراتوری روسیه را بنیان گذاشت.
- ناتالیا آلکسیونا (۱ سپتامبر [سبک قدیمی: ۲۲ اوت] ۱۶۷۳ – ۲۹ ژوئن [سبک قدیمی: ۱۸ ژوئن] ۱۷۱۶): دومین فرزند الکسی و ناتالیا که هیچ‌گاه ازدواج نکرد و در ۴۳ سالگی درگذشت.
- فئودورا آلکسیونا (۱۴ سپتامبر [سبک قدیمی: ۴ سپتامبر] ۱۶۷۴ – ۸ دسامبر [سبک قدیمی: ۲۸ نوامبر] ۱۶۷۷): سومین و آخرین فرزند الکسی و ناتالیا که در کودکی و ۳ سالگی درگذشت.

## مرگ و پیامد

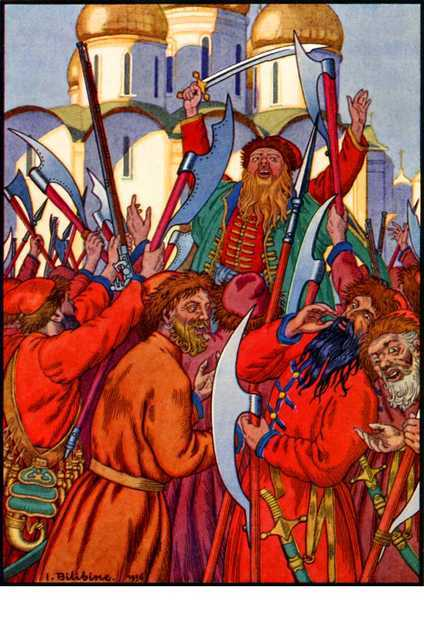
نگاره‌ای از استرلتسی‌های شورشی در شورش ۱۶۸۲ مسکو

سرانجام تزار الکسی که پس از سه دهه سلطنت مطلق با بحران‌های سیاسی و نظامی فرسوده شده بود، در ۹ فویه [سبک قدیمی: ۲۹ ژانویه] ۱۶۷۶ به دلیل بیماری قلبی و کلیوی در مسکو درگذشت. پس از مرگ وی پسر بزرگ‌ او فئودور از همسر اولش ماریا که بیمار و معلول بود، به عنوان فیودور سوم بر تخت روسیه تزاری نشست و چند سال متأثر از اشراف سلطنت کرد. پس از مرگ فئودور، تاج و تخت روسیه گرفتار آشوب شد و میان خاندان‌های میلوسلاوسکی و ناریشکین، بر سر اینکه کدام یک از پسران تزار الکسی بر تخت می‌نشیند نزاع در گرفت. از آنجا که ایوان هم مانند برادرش فئودور معلول بود، بزرگان پتر را برای جانشینی برگزیدند. اما میلوسلاوسکی‌های ناراضی به رهبری سوفیا دختر بزرگ تزار الکسی، سپاه استرلتسی را برای شورش در مسکو برانگیختند. متعاقب آن، سوفیا هر دو برادران خود را مشترکاً به تخت نشاند و در عمل، خود به مدت ۷ سال بر روسیه تزاری حکومت کرد. دولت سوفیا هم با کودتایی از سوی پتر جوان ساقط شد؛ اما این بار نزدیکان ناتالیا ناریشکینا زمام امور را به دست گرفتند و خود او نیز به مدت ۵ سال به نیابت پسرش سلطنت کرد.

## میراث

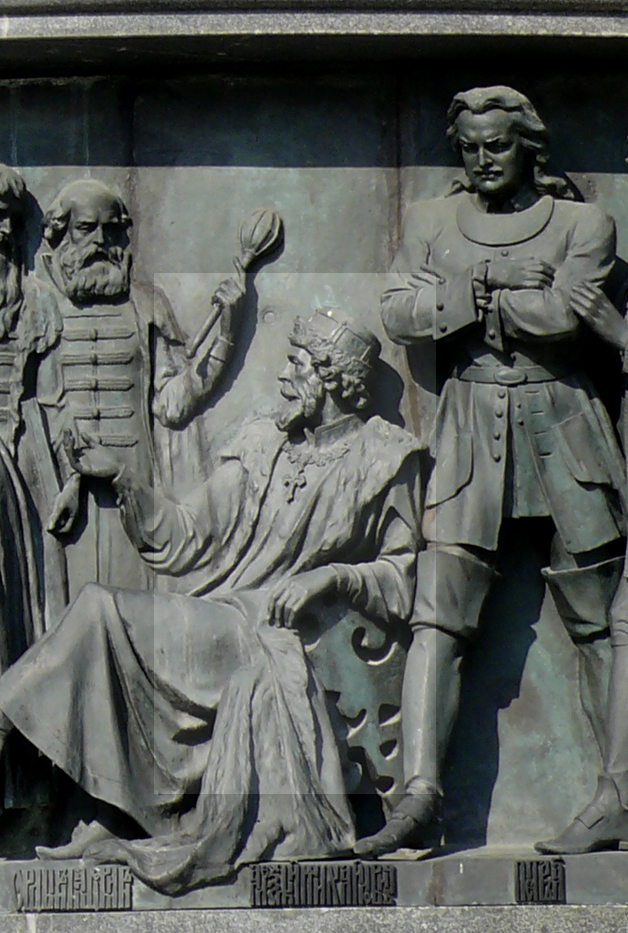
تندیس تزار الکسی در بنای یادبود هزاره روسیه در ولیکی نووگورود

به گفتهٔ دانشنامه بریتانیکا: «در طول سلطنت الکسی، کشاورزان به زمین و زمینداران گره خوردند و در نهایت، تسلیم جبر آنها شدند. دیوانسالاری پیشرفته و ارتش منظم اهمیت یافت. به دلیل تشویق الکسی از تجارت با غرب، تأثیرات خارجی نیز شروع به شکستن دیوار نسبتاً محکمی کرد که روسیه را از همسایگان اروپایی خود جدا می‌نمود. نارضایتی از سلطنت او در شهرها که تحت رقابت اقتصادی بیگانگان به هم ریخته بودند و در میان کشاورزان که از آخرین بقایای آزادی محروم بودند، متمرکز بود. این نارضایتی اجتماعی خود را در شورش‌های مکرر نشان می‌داد که وحشیانه‌ترین آنها، قیام کشاورزان در مناطق مرزی شرقی به رهبری استپان رازین از سال ۱۶۶۷ تا ۱۶۷۱ میلادی بود.»
تزار الکسی میخائیلوویچ مهم‌ترین شخصیت در تاریخ روسیه بین دورهٔ هرج و مرج، معروف به زمان مشکلات، تا دورهٔ پتریَن بود. سلطنت وی به دلیل تدوین قوانین روسیه که قرار بود تا قرن نوزدهم در روسیه برقرار بمانند، الحاق کی‌یف و شرق اوکراین از دولت لهستان-لیتوانی و اصلاحات مذهبی شناخته می‌شود. الکسی همچنین ارکان نوسازی ارتش روسیه را پایه‌گذاری کرد، عناصر فرهنگ غربی را به دربار معرفی کرد و علیرغم سلسله جنگ‌ها و شورش‌های خونین، استبداد و اقتدار دولت مرکزی را تقویت کرد. او قدم در راه‌هایی گذاشت که بعدها پسرش پیتر در پیش گرفت؛ مانند تلاش برای برقراری شایسته‌سالاری، استخدام متخصصان غربی (ازجمله هلندی‌ها) و معرفی انواع فناوری‌های غربی در کشور. با این حال، همه ابتکارات او به ثمر ننشستند. تلاش‌های او برای تصرف بندر ریگا در بالتیک توسط سوئدی‌ها خنثی شد و ناوگان روسیه مستقر در آستاراخان توسط شورشیان (استپان رازین) سوزانده شد. با این وجود روسیه در دوران سلطنت او به عنوان یک قدرت بزرگ اروپایی ظاهر شد.
نامه‌های الکسی برای اولین بار توسط پیتر بارتنوف در سال ۱۸۵۶ منتشر شد. این متون برای الکسی جایگاه ویژه‌ای را در تاریخ ادبیات روسیه به ارمغان آوردند. به گفتهٔ دمیتری پتروویچ میرسکی، تاریخ‌نگار سیاسی و ادبی روس:
«چند نامهٔ خصوصی و یک دستورالعمل برای بازهایش تمام چیز‌هایی است که از الکسی داریم. اما برای سرگی افلاطونوف کافی است که او را جذاب‌ترین فرمانروای روسیه بنامد. او لقب تیشایشی (به روسی: Тишайши) را به دست آورد که به معنای آرام‌ترین یا صالح‌ترین است. او این لقب را با رفتارهایش دریافت کرد که مهربان و دوستانه بود...»